# Hurricane Electric
Hurricane Electric — американский оператор связи, предоставляющий услуги колокации, веб-хостинга, аренды выделенных серверов, туннелирования и IP-транзита с ориентацией на услуги IPv6. Номер автономной системы — 6939.
Компания основана в 1994 году и изначально располагалась в гараже основателя и нынешнего президента Майка Лебера.

## Магистральная сеть
Компания располагает датацентрами во Фримонте и других городах области залива Сан-Франциско и собственной сетью магистральных оптических каналов в Северной Америке, Европе и Азии. Hurricane Electric имеет множество точек присутствия, в которых возможно подключение услуг IP-транзита.
В 2007 году сеть компании была признана самой надёжной среди поставщиков веб-хостинга.

## Услуги IPv6
Hurricane Electric предоставляет услуги IPv6 и активно способствует распространению этого протокола.
На 2010 год компания поддерживала самую большую (по числу подключённых клиентов) магистральную сеть IPv6. Число клиентов составляет более 1000.
Компания также поддерживает сервис бесплатного доступа к IPv6 по протоколу туннелирования 6in4 с серверами в разных географических регионах. Сервис позволяет как создать туннель со статической маршрутизацией и выделением подсети (/64 или /48) из адресного пространства Hurricane Electric, так и с использованием собственных адресов и BGP.

## Образовательные и информационные услуги
Hurricane Electric проводит бесплатную сертификацию технических специалистов по использованию IPv6. Для её прохождения требуется развернуть в своей сети IPv6 (маршрутизация, веб-сервер, DNS-сервер и другое) и подтвердить это путём прохождения автоматизированных тестов, а также ответить на ряд вопросов о протоколе, его адресации и использовании.
Также компания предоставляет отчёт о распространении IPv6 в Интернете и приложения «обратного отсчёта» истощения адресного пространства IPv4 для различных платформ.